# 4,5-二氢胡椒林碱
4,5-二氢胡椒林碱（英語：(2E)-Piperamide-C5:1）是一种有机化合物，化学式C16H19NO3，可见于Piper arboreum、Piper hispidum、胡椒等物种。